# Hermann von Struve
Karl Hermann von Struve, född 3 oktober 1854 i Pulkovo nära Sankt Petersburg, död 12 augusti 1920 i Herrenalb, Schwarzwald, var en tysk astronom. Han var son till Otto Wilhelm von Struve och far till Georg von Struve.
von Struve blev astronom vid Pulkovo-observatoriet 1877, professor och direktor för observatoriet i Königsberg 1895 samt direktor för observatoriet i Berlin 1904. Hans främsta arbeten är undersökningar över de stora planeternas, särskilt Saturnus, drabantsystem. Han tilldelades Royal Astronomical Societys guldmedalj 1903 och blev 1917 ledamot av Kungliga Vetenskapsakademien.

Asteroiden 768 Struveana är uppkallad efter honom och Otto Wilhelm von Struve och Friedrich Georg Wilhelm von Struve.